# Scachs d'amor

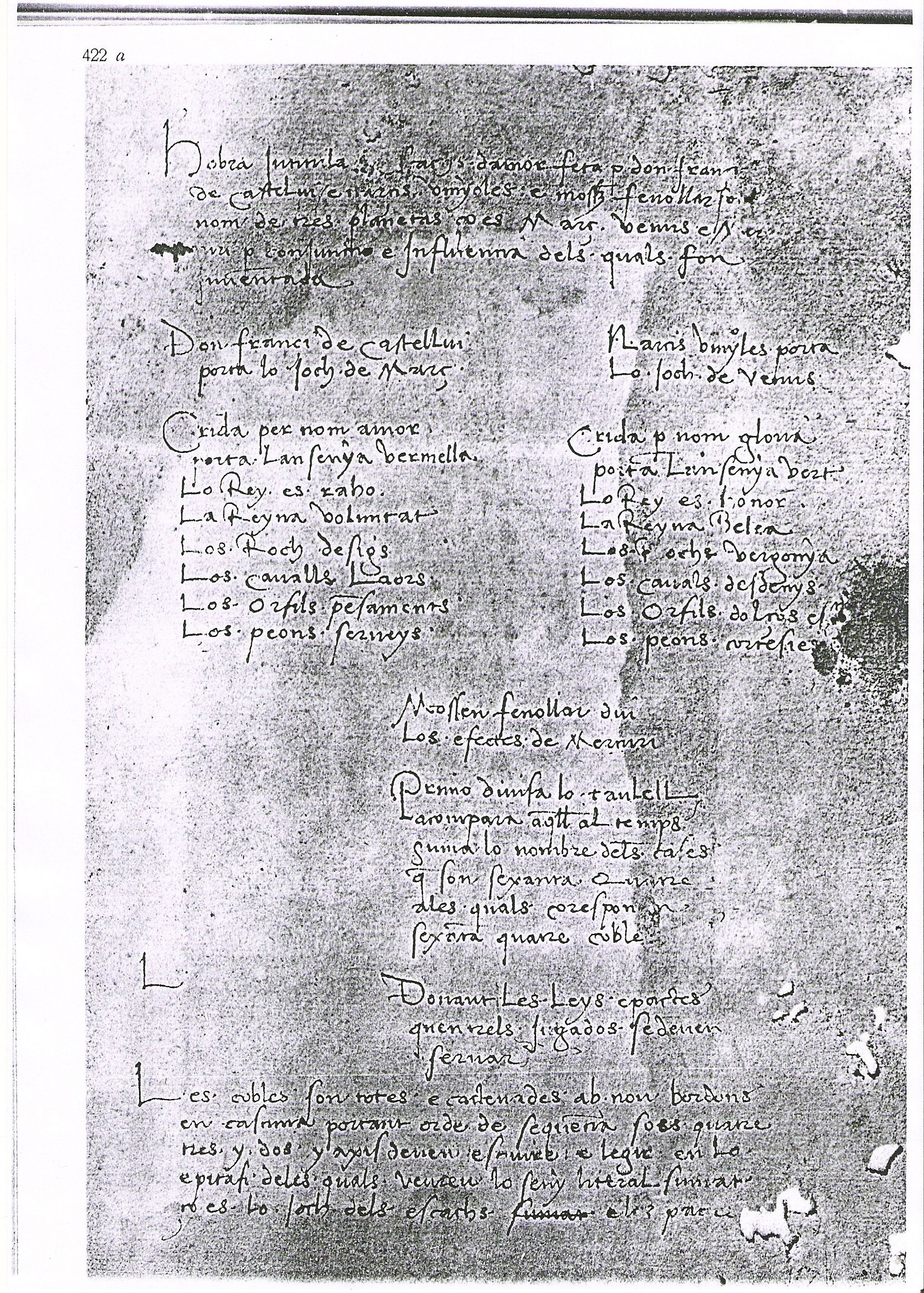
Portada del poema

Scachs d'amor («Ajedrez de amor», en español), de título completo Hobra intitulada scachs d'amor feta per don Franci de Castelvi e Narcis Vinyoles e Mossen Fenollar, es un poema manuscrito escrito en valenciano por Francisco de Castellví y Vic, Bernardo Fenollar y Narciso de Vinyoles y publicado en Valencia alrededor del año 1475, en plena época del Siglo de Oro valenciano. Se trata de un documento muy importante para la historia del ajedrez porque en él aparece por primera vez la nueva dama o reina.

## Historia
Scachs d'amor fue descubierto en 1905 por el sacerdote jesuita Ignacio Casanovas en la Real Capilla del Palau de Barcelona. A partir de ahí ha sido citado en varios trabajos:
- Comenzó a ser conocido en 1912 gracias a José Paluzíe y Lucena, que lo presentó en primer lugar en una revista francesa[3] y posteriormente en su Manual de ajedrez, donde refleja que es propiedad del conde de Sobradiel y describe la filigrana del papel sobre el que se escribió el poema.[4]
- En 1913 es citado en la Historia del ajedrez de Harold Murray, libro que constituye la Biblia de los historiadores del juego. El autor resalta la llamativa semejanza entre Scachs d'amor y Scacchia ludus, de Marco Girolamo Vida, publicado en 1525, pero considera que el poema valenciano es anterior al italiano.[5]
- El primero en publicar el texto íntegro fue Ramón Miquel i Planas,[6] quien lo tradujo al español y además lo fotografió, lo que ha resultado fundamental dado que el original se encuentra en paradero desconocido, suponiéndose que se extravió en la guerra civil española.[7] La reproducción fotográfica se conserva en la Biblioteca de Cataluña en Barcelona.
- El trabajo de Ramón Miquel i Planas fue reproducido en su totalidad en 1915 en Bibliografía de la lengua valenciana[8] con una breve introducción en la que describe el manuscrito como una curiosa y desconocida obrita.
- Scachs d'amor aparece posteriormente en la Historia de la literatura catalana de Martín de Riquer,[9] dentro del capítulo XXII, dedicado a Bernardo Fenollar y sus amigos.
- También se cita en la Historia general del ajedrez de Julio Ganzo, donde se dice que su principal importancia es la reseña de una partida, la más antigua que se conoce después de la transformación del ajedrez.[10]
- Aunque se había hecho referencia al manuscrito en distintos trabajos, faltaba una revisión contemplada simultáneamente desde la perspectiva poética y la ajedrecística.[11] Este estudio completo fue llevado a cabo en 1999 por Ricardo Calvo.[12] En él recorre íntegramente el manuscrito decodificando los tres planos superpuestos de expresión: el poético, el alegórico y el ajedrecístico.[13] Su conclusión es que el nacimiento del ajedrez moderno tuvo lugar en un círculo literario de Valencia entre 1470 y 1490, siendo Scachs d'amor su primera expresión escrita[14]
- En 2004, José Antonio Garzón realizó un nuevo estudio en profundidad del texto, estimando que había sido escrito alrededor del año 1475.[15]

## Descripción

### El contenido
El poema utiliza una partida de ajedrez como fondo para realizar una alegoría del amor, siendo sus protagonistas los tres autores:
- Francisco de Castellví y Vic juega con las "blancas" (Marte, Amor y rojas en la obra)
- Narciso de Vinyoles juega con las "negras" (Venus, Gloria y verdes)
- Bernardo Fenollar (Mercurio) actúa como comentarista de la partida, explicando las reglas del juego.

Como parte de la alegoría las piezas pasan a personificar conceptos estéticos y morales: para el bando de Marte el rey es la Razón, la dama es la Voluntad, los alfiles son Pensamientos, los caballos Loores, las torres Deseos y los peones Servicios. Mientras tanto, en el equipo de Venus el rey es el Honor, la dama la Belleza, los alfiles son Miradas, los caballos Desdenes, las torres Vergüenzas y los peones Cortesías.

### La forma
El poema se estructura en sesenta y cuatro estrofas, el mismo número de las casillas del tablero, compuestas alternativamente por cada uno de los tres autores. Las estrofas están encadenadas (el primer verso de cada una rima con el último de la anterior) y cada una de ellas consta de nueve versos que se agrupan en un cuarteto, un terceto y un pareado. Las tres primeras son de presentación y a continuación para cada jugada de la partida hay una estrofa que muestra el movimiento de las blancas, otra para el movimiento de las negras y una tercera en la que el árbitro realiza un comentario sobre las reglas. La estrofa 64 corresponde al movimiento 21 de las blancas, en el que dan mate al adversario y con ello se pone fin a la partida y al poema.

## Importancia
|    |    |    |       |       |       |    |    |    |  |
|    | a8 | b8 | c8    | d8    | e8    | f8 | g8 | h8 |  |
| a7 | b7 | c7 | d7    | e7    | f7    | g7 | h7 |    |  |
| a6 | b6 | c6 | d6    | e6    | f6    | g6 | h6 |    |  |
| a5 | b5 | c5 | d5 xx | e5    | f5 xx | g5 | h5 |    |  |
| a4 | b4 | c4 | d4    | e4 ql | f4    | g4 | h4 |    |  |
| a3 | b3 | c3 | d3 xx | e3    | f3 xx | g3 | h3 |    |  |
| a2 | b2 | c2 | d2    | e2    | f2    | g2 | h2 |    |  |
| a1 | b1 | c1 | d1    | e1    | f1    | g1 | h1 |    |  |
|    |    |    |       |       |       |    |    |    |  |

|       |       |       |       |       |       |       |       |    |  |
|       | a8 xx | b8    | c8    | d8    | e8 xx | f8    | g8    | h8 |  |
| a7    | b7 xx | c7    | d7    | e7 xx | f7    | g7    | h7 xx |    |  |
| a6    | b6    | c6 xx | d6    | e6 xx | f6    | g6 xx | h6    |    |  |
| a5    | b5    | c5    | d5 xx | e5 xx | f5 xx | g5    | h5    |    |  |
| a4 xx | b4 xx | c4 xx | d4 xx | e4 ql | f4 xx | g4 xx | h4 xx |    |  |
| a3    | b3    | c3    | d3 xx | e3 xx | f3 xx | g3    | h3    |    |  |
| a2    | b2    | c2 xx | d2    | e2 xx | f2    | g2 xx | h2    |    |  |
| a1    | b1 xx | c1    | d1    | e1 xx | f1    | g1    | h1 xx |    |  |
|       |       |       |       |       |       |       |       |    |  |

Desde un punto de vista literario, Scachs d'amor ha sido considerado como un verdadero prodigio de dificultades vencidas o una verdadera filigrana, auténtico prodigio de habilidad versificatoria, pero además se trata de una obra muy importante para el ajedrez, puesto que es el primer documento conocido en el cual aparece una nueva pieza, la reina (actualmente dama), a la vez que desaparece la alferza. La diferencia de movilidad entre ambas piezas es tan importante que da origen a una nueva modalidad de ajedrez, conocida en España como ajedrez nuevo o ajedrez de la dama, en Francia ajedrez de la dame enragée y en Italia ajedrez de la donna alla rabiosa. El ajedrez nuevo pronto sustituye al viejo ajedrez o ajedrez árabe, que ya está obsoleto en España e Italia desde 1510 y deja de citarse en Francia e Inglaterra a partir de 1530. Uno de los factores que pudo contribuir a la rápida expansión del ajedrez nuevo fue la expulsión de los judíos en 1492.
Los autores del poema se presentan como los creadores de la nueva pieza, lo que convertiría a Valencia en la ciudad donde nació el ajedrez moderno. Esta es la idea defendida por investigadores como Ricardo Calvo o José Antonio Garzón y también por antiguos campeones del mundo de ajedrez como Anatoly Karpov y Gari Kasparov.
En cuanto a las causas de este incremento de poder, autores como Govert Westerveld o Marilyn Yalom sostienen la hipótesis de que, al menos en parte, se debió a la figura de Isabel la Católica, que se había proclamado reina de Castilla el 13 de diciembre de 1474, poco tiempo antes de la fecha estimada de Scachs d'amor. Según esta teoría, se trataba de representar en el tablero la influencia que dicha reina ejerció sobre todos los campos de la vida social, político-militar y cultural de la época.

## El nuevo reglamento
Las reglas que Fenollar enuncia en las estrofas compuestas por él constituyen en su conjunto el primer reglamento del nuevo ajedrez, cuyos aspectos más relevantes son los siguientes:
1. Se sobreentienden los movimientos de las torres, los caballos y los alfiles, puesto que no se citan. Del rey y los peones sí que se van a indicar los movimientos especiales ajenos al ajedrez árabe.
2. Pieza tocada, pieza jugada (estrofa VI).
3. El salto del rey a la tercera casilla en su primer lance (estrofa XV), estableciendo limitaciones que anticipan el enroque actual:
  1. El rey no puede capturar en el salto (estrofa XVIII).
  2. El rey no puede saltar sobre piezas (estrofa XXI).
  3. El salto no puede realizarse en jaque (estrofa XXIV).
4. La obligatoriedad de avisar el jaque (estrofa XXVII).
5. La captura al paso (estrofa XXXIX).
6. Las formas de conclusión del juego:
  1. Mate ahogado (estrofa VL).
  2. Mate robado (estrofa XLVIII).
  3. Mate común (estrofa LI).
7. El movimiento de la dama, por primera vez en la historia del ajedrez (estrofa LIV).
  1. No se puede tener más de una dama sobre el tablero (estrofa LVII).
  2. Las damas no pueden capturarse la una a la otra (estrofa LX).
  3. Si se pierde la dama, se pierde la partida (estrofa LXIII).

## La partida
|       |       |       |       |       |       |       |       |       |  |
|       | a8    | b8    | c8    | d8 ql | e8    | f8 kd | g8    | h8 rd |  |
| a7    | b7    | c7 pd | d7    | e7    | f7 pd | g7 pd | h7 pd |       |  |
| a6    | b6    | c6    | d6    | e6    | f6    | g6 qd | h6    |       |  |
| a5    | b5    | c5    | d5 rl | e5    | f5    | g5    | h5    |       |  |
| a4    | b4    | c4    | d4    | e4    | f4 bd | g4    | h4    |       |  |
| a3    | b3    | c3    | d3    | e3    | f3    | g3    | h3 pl |       |  |
| a2 pl | b2 pl | c2 pl | d2    | e2    | f2 pl | g2 pl | h2    |       |  |
| a1    | b1    | c1    | d1    | e1 kl | f1    | g1    | h1 rl |       |  |
|       |       |       |       |       |       |       |       |       |  |

La partida recogida en la obra es la siguiente:
1.e4 d5 2.exd5 Dxd5 3.Cc3 Dd8 4.Ac4 Cf6 5.Cf3 Ag4 6.h3 Axf3 7.Dxf3 e6 8.Dxb7 Cbd7 9.Cb5 Tc8 10.Cxa7 Cb6 11.Cxc8 Cxc8 12.d4 Cd6 13.Ab5+ Cxb5 14.Dxb5+ Cd7 15.d5 exd5 16.Ae3 Ad6 17.Td1 Df6 18.Txd5 Dg6 19.Af4 Axf4 20.Dxd7+ Rf8 21.Dd8++ [1-0].
Se ha cuestionado el nivel técnico de la partida: por ejemplo en lugar de jugar 6.h3 las blancas podrían jugar 6.Axf7+ o 6.Ce5 con ventaja muy importante en ambos casos. Pero hay que considerar que la partida fue inventada para que las jugadas alegorizaran los lances amatorios que constituyen la trama literaria de base. Por ello a los autores no les interesaba gran cosa si los movimientos eran técnicamente buenos o malos, sino si armonizaban con el desarrollo de la trama literaria.